# 16. světové skautské jamboree
16. světové skautské jamboree se konalo od 30. prosince 1987 do 7. ledna 1988. Bylo to první World Scout Jamboree, které se konalo na jižní polokouli, a první, které přesunulo termín z tradičního srpna na leden, aby se konalo v létě. Jamboree hostila Austrálie v Cataract Scout Park, stanovém městě na 160 hektarech, které skauti speciálně pro tuto příležitost vytvořili v Appinu blízko Sydney v Novém Jižním Walesu. Jamboree se zúčastnilo 14 434 skautů z 84 zemí a dalších asi 13 000 se zúčastnilo „návštěvního dne“. Tématem bylo Bringing the World Together.
Během jamboree proběhly novoroční oslavy, a zahajovací ceremoniál, konaný o půlnoci 31. prosince 1987, byl první oficiální událostí oslav 200. let Austrálie.
Nejzajímavější událostí byla překážková dráha „Challenge Valley“ a „Great Aussie Surf Carnival“, na který byli skauti dopraveni pomocí více než 50 autobusů na Thirroul Beach.
Se skauty ze Spojeného království přijela i Betty Clay, dcera zakladatele skautingu, a jedenáct členů rodiny Roberta Baden-Powella, devět z nich byli jeho přímými potomky. Navíc přijelo 18 rangers, poprvé se členky Guide Association účastnily Světového Jamboree.